# MYC
MYC (англ. MYC proto-oncogene, bHLH transcription factor) – сім'я регуляторних генів та прото-онкогенів, які кодують однойменні фактори транскрипції. Сімейство Myc складається з трьох споріднених генів людини: c-myc, l-myc і n-myc. c-myc був першим геном, виявленим у цій родині, завдяки гомології з вірусним геном v-myc. При раку c-myc часто виражається конститутивно. Розташований у людей на короткому плечі 8-ї хромосоми. Довжина поліпептидного ланцюга білка становить 439 амінокислот, а молекулярна маса — 48 804.
| 10         |  | 20         |  | 30         |  | 40         |  | 50         |
| ---------- |  | ---------- |  | ---------- |  | ---------- |  | ---------- |
| MPLNVSFTNR |  | NYDLDYDSVQ |  | PYFYCDEEEN |  | FYQQQQQSEL |  | QPPAPSEDIW |
| KKFELLPTPP |  | LSPSRRSGLC |  | SPSYVAVTPF |  | SLRGDNDGGG |  | GSFSTADQLE |
| MVTELLGGDM |  | VNQSFICDPD |  | DETFIKNIII |  | QDCMWSGFSA |  | AAKLVSEKLA |
| SYQAARKDSG |  | SPNPARGHSV |  | CSTSSLYLQD |  | LSAAASECID |  | PSVVFPYPLN |
| DSSSPKSCAS |  | QDSSAFSPSS |  | DSLLSSTESS |  | PQGSPEPLVL |  | HEETPPTTSS |
| DSEEEQEDEE |  | EIDVVSVEKR |  | QAPGKRSESG |  | SPSAGGHSKP |  | PHSPLVLKRC |
| HVSTHQHNYA |  | APPSTRKDYP |  | AAKRVKLDSV |  | RVLRQISNNR |  | KCTSPRSSDT |
| EENVKRRTHN |  | VLERQRRNEL |  | KRSFFALRDQ |  | IPELENNEKA |  | PKVVILKKAT |
| AYILSVQAEE |  | QKLISEEDLL |  | RKRREQLKHK |  | LEQLRNSCA  |  |            |

A: Аланін

C: Цистеїн

D: Аспарагінова кислота

E: Глутамінова кислота

F: Фенілаланін

G: Гліцин

H: Гістидин

I: Ізолейцин

K: Лізин

L: Лейцин

M: Метіонін

N: Аспарагін

P: Пролін

Q: Глутамін

R: Аргінін

S: Серин

T: Треонін

V: Валін

W: Триптофан

Кодований геном білок за функціями належить до активаторів, фосфопротеїнів. 
Задіяний у таких біологічних процесах, як транскрипція, регуляція транскрипції, ацетилювання, альтернативний сплайсинг. 
Білок має сайт для зв'язування з ДНК. 
Локалізований у ядрі.